# Prince Narinaga
Le prince Narinaga (成良親王, Narinaga Shinnō, aussi appelé prince Nariyoshi) (1326 – 1338/1344) qui règne de 1334 à 1338, est un des deux seii taishogun durant la restauration de Kemmu. Il est également prince héritier en 1336 (un mois).
Il est le fils de l'empereur Go-Daigo et de Fujiwara no Renshi (Ano Renshi) (藤原廉子/阿野廉子), fille de Ano Kinkado. Ses frères sont le prince héritier Tsunenaga et l'empereur Go-Murakami. En 1336, le prince Narinaga devient prince héritier de l'empereur Kōmyō lorsque l'empereur Kōmyō fait momentanément la paix avec son père l'empereur Go-Daigo, mais quand l'empereur Go-Daigo s'enfuit à Yoshino avec le Trésor impérial du Japon le mois suivant, Narinaga est déposé. Il est tué par Ashikaga Tadayoshi avec son frère déposé le prince héritier Tsunenaga en 1338 (selon Taiheiki), ou est placé avec Konoe Mototsugu après avoir été déposé et meurt en 1344 (selon le journal de Nakahara no Moromori, 師守記).

## Source de la traduction
- (en) Cet article est partiellement ou en totalité issu de l’article de Wikipédia en anglais intitulé « Prince Narinaga » (voir la liste des auteurs).